# Ашик, Мухаммад
Мухаммад Ашик (англ. Muhammad Ashiq; 17 марта 1935, Лахор, Британская Индия — 11 марта 2018) — пакистанский трековый велогонщик, выступавший за сборную Пакистана по велоспорту в конце 1950-х — середине 1960-х годов. Серебряный призёр Азиатских игр, участник двух летних Олимпийских игр.

## Биография
Мухаммад Ашик родился 17 марта 1935 года в городе Лахор провинции Пенджаб, Пакистан.
Начинал спортивную карьеру как боксёр, но в одном из боёв получил серьёзные повреждения и по просьбе жены решил перейти в менее травмоопасный велоспорт.
Первого серьёзного успеха на взрослом международном уровне добился в сезоне 1958 года, когда вошёл в основной состав пакистанской национальной сборной и побывал на Азиатских играх в Токио, откуда привёз награду серебряного достоинства, выигранную в программе командной гонки преследования — в финале его опередила только команда из Японии.
Благодаря череде удачных выступлений Ашик удостоился права защищать честь страны на летних Олимпийских играх 1960 года в Риме — стартовал здесь в мужском спринте и гите на 1000 метров, но был далёк от попадания в число призёров.
В 1964 году представлял Пакистан на Олимпийских играх в Токио — на сей раз выступил в индивидуальной и командной гонках преследования. Несмотря на то, что ему так и не удалось завоевать олимпийскую медаль, Ашик в то время считался у себя на родине национальным героем, был на приёме у президента и премьер-министра.
Ещё будучи действующим спортсменом, работал в железнодорожной компании Pakistan Railways. Позже уволился и безуспешно пытался найти работу тренера. Некоторое время был водителем такси, пробовал заниматься небольшим бизнесом, но успеха не добился, лишившись в конечном счёте своего дома. В поздние годы вынужден был работать велорикшей на улицах Лахора. Был женат, имел четверых детей.
Умер от сердечного приступа 11 марта 2018 года в возрасте 82 лет.